# Estación de Vicent Andrés Estellés
Vicent Andrés Estellés es una estación de la línea 4 de Metrovalencia que fue inaugurada el 3 de marzo de 1999. Se encuentra en la avenida Vicent Andrés Estellés, junto al campus de Burjassot donde se levantan los dos andenes a ambos lados de las vías del tranvía. 
Los tranvías que finalizan el recorrido en Vicent Andrés Estellés dan la vuelta por un bucle, mientras que los que finalizan en Mas del Rosari o Lloma Llarga continúan recto bajo un túnel, pasando por la Avinguda de l´ Universitat. Los servicios a Fira València circulan únicamente en días de Feria, desviándose por la avenida de las Ferias hacia el recinto ferial, en Benimàmet.